# Саут-Лид-Хилл (Арканзас)
Саут-Лид-Хилл (англ. South Lead Hill, Arkansas) — город, расположенный в округе Бун (штат Арканзас, США) с населением в 88 человек по статистическим данным переписи 2000 года.

## География
По данным Бюро переписи населения США город Саут-Лид-Хилл имеет общую площадь в 0,26 квадратных километров, водных ресурсов в черте населённого пункта не имеется.
Город Саут-Лид-Хилл расположен на высоте 256 метров над уровнем моря.

## Демография
По данным переписи населения 2000 года в Саут-Лид-Хилле проживало 88 человек, 22 семьи, насчитывалось 28 домашних хозяйств и 33 жилых дома. Средняя плотность населения составляла около 293 человек на один квадратный километр. Расовый состав Саут-Лид-Хилла по данным переписи распределился следующим образом: 93,18 % белых, 2,27 % — коренных американцев, 4,55 % — представителей смешанных рас.
Испаноговорящие составили 1,14 % от всех жителей города.
Из 28 домашних хозяйств в 57,1 % — воспитывали детей в возрасте до 18 лет, 57,1 % представляли собой совместно проживающие супружеские пары, в 7,1 % семей женщины проживали без мужей, 21,4 % не имели семей. 17,9 % от общего числа семей на момент переписи жили самостоятельно, при этом 10,7 % составили одинокие пожилые люди в возрасте 65 лет и старше. Средний размер домашнего хозяйства составил 3,14 человек, а средний размер семьи — 3,55 человек.
Население города по возрастному диапазону по данным переписи 2000 года распределилось следующим образом: 38,6 % — жители младше 18 лет, 8,0 % — между 18 и 24 годами, 31,8 % — от 25 до 44 лет, 15,9 % — от 45 до 64 лет и 5,7 % — в возрасте 65 лет и старше. Средний возраст жителей составил 26 лет. На каждые 100 женщин в Саут-Лид-Хилле приходилось 104,7 мужчин, при этом на каждые сто женщин 18 лет и старше приходилось 92,9 мужчин также старше 18 лет.
Средний доход на одно домашнее хозяйство в городе составил 30 625 долларов США, а средний доход на одну семью — 41 250 долларов. При этом мужчины имели средний доход в 28 250 долларов США в год против 15 000 долларов среднегодового дохода у женщин. Доход на душу населения в городе составил 15 724 доллара в год. Все семьи Саут-Лид-Хилла имели доход, превышающий уровень бедности, но 14,9 % от всей численности населения находилось на момент переписи населения за чертой бедности.